# Groningen (provincie)
Groningen este o provincie în Olanda, care se găsește în partea de nord a țării. Capitala sa este orașul omonim. Groningen se învecinează cu următoarele provincii: Drenthe la sud, Frizia la vest și cu  Germania .

## Comune
Provincia Groningen este împărțiță în 20 de comune:
| Comune           | Populatie (1 iunie 2007) | Suprafata (km2) | Localitati importante                |
| ---------------- | ------------------------ | --------------- | ------------------------------------ |
| Appingedam       | 12.165                   | 23,84           | Appingedam                           |
| Bedum            | 10.631                   | 44,58           | Bedum, Zuidwolde                     |
| De Marne         | 10.712                   | 167,45          | Ulrum, Leens, Eenrum, Kloosterburen  |
| Delfzijl         | 27.580                   | 132,47          | Delfzijl, Farmsum, Wagenborgen       |
| Eemsmond         | 16.605                   | 189,63          | Uithuizen, Uithuizermeeden, Warffum  |
| Groningen        | 180.824                  | 79,59           | Groningen, Hoogkerk                  |
| Grootegast       | 12.155                   | 86,88           | Grootegast, Niekerk, Opende          |
| Haren            | 18.787                   | 45,69           | Haren, Glimmen                       |
| Leek             | 19.322                   | 63,57           | Leek, Tolbert, Zevenhuizen           |
| Loppersum        | 10.729                   | 111,02          | Loppersum, Middelstum                |
| Marum            | 10.077                   | 64,51           | Marum, De Wilp                       |
| Midden-Groningen | ...                      | ...             | ...                                  |
| Oldambt          | ...                      | ...             | ...                                  |
| Pekela           | 13.273                   | 49,12           | Oude Pekela, Nieuwe Pekela           |
| Stadskanaal      | 34.047                   | 117,85          | Stadskanaal, Musselkanaal, Onstwedde |
| Ten Boer         | 7.252                    | 45,25           | Ten Boer                             |
| Veendam          | 28.086                   | 76,24           | Veendam, Wildervank                  |
| Westerwolde      | ...                      | ...             | ...                                  |
| Winsum           | 13.969                   | 101,09          | Winsum, Baflo, Sauwerd               |
| Zuidhorn         | 18.397                   | 125,62          | Zuidhorn, Grijpskerk, Aduard         |